# Cammin, Mecklenburgische Seenplatte
Cammin là một đô thị ở huyện Mecklenburgische Seenplatte (trước thuộc huyện Mecklenburg-Strelitz), bang Mecklenburg-Vorpommern, Đức. Đô thị này có diện tích 14,87 kilômét vuông, dân số thời điểm 31 tháng 12 là 322 người.